# Gorica pri Raztezu
Gorica pri Raztezu – wieś w Słowenii, w gminie Krško. W 2018 roku liczyła 44 mieszkańców.